# Кло
Кло (фр. Claux) насеље је и општина у централној Француској у региону Оверња, у департману Кантал која припада префектури Сен Флур.
По подацима из 2011. године у општини је живело 212 становника, а густина насељености је износила 7,55 становника/км². Општина се простире на површини од 28,07 км². Налази се на средњој надморској висини од 1037 метара (максималној 1.780 м, а минималној 994 м.

## Демографија
| 1962. | 1968. | 1975. | 1982. | 1990. | 1999. | 2011. |
| ----- | ----- | ----- | ----- | ----- | ----- | ----- |
| 304   | 405   | 352   | 341   | 293   | 260   | 212   |

График промене броја становника у току последњих година